# Kazimierz Marczewski (podpułkownik)
Kazimierz Franciszek Marczewski (ur. 24 lutego 1897 w Tarnowie, zm. 26 maja 1976 w Poznaniu) – żołnierz Legionów Polskich, armii austro-węgierskiej i podpułkownik dyplomowany Wojska Polskiego, kawaler Orderu Virtuti Militari.

## Życiorys
Urodził się w rodzinie Wojciecha i Heleny z d. Jachna. Absolwent seminarium nauczycielskiego.
Od 6 sierpnia 1914 w Legionach Polskich, żołnierz 3 kompanii w 1 pułku piechoty Legionów.
Szczególnie odznaczył się 23 maja 1915 w bitwie pod Przepiórowem, gdzie „ostrzeliwując nieprzyjaciela z wyniosłego wzgórza, umożliwił wycofanie się swojej kompanii”. 27 maja 1922 za tę postawę został odznaczony orderem wojskowym „Virtuti Militari" V klasy.
Po kryzysie przysięgowym, ze względu na miejsce zamieszkania został wcielony do armii austro-węgierskiej, brał udział w walkach na froncie włoskim, gdzie dostał się do niewoli 21 kwietnia 1918. Od listopada 1918 w szeregach Błękitnej Armii, z którą wrócił do Polski w czerwcu 1919. Następnie z 42 pułkiem piechoty walczył na frontach wojny polsko-bolszewickiej.
W latach 1921–1922 służył w 5 pułku piechoty Legionów. 3 maja 1922 został zweryfikowany w stopniu kapitana ze starszeństwem z 1 czerwca 1919 i 1659. lokatą w korpusie oficerów piechoty. W 1923 został przeniesiony do 63 pułku piechoty w Toruniu. 17 stycznia 1927 został przeniesiony służbowo na 9. normalny trzymiesięczny kurs w Centralnej Szkole Strzelniczej w Toruniu. W listopadzie 1927 został przeniesiony z Dowództwa Okręgu Korpusu Nr VIII w Toruniu do Centralnej Szkoły Strzelniczej. 18 lutego 1928 został mianowany majorem ze starszeństwem z 1 stycznia 1928 i 165. lokatą w korpusie oficerów piechoty. We wrześniu 1930 został przeniesiony do 4 pułku strzelców podhalańskich w Cieszynie na stanowisko dowódcy batalionu. 3 listopada 1932 został zwolniony ze stanowiska dowódcy batalionu i powołany do Wyższej Szkoły Wojennej w Warszawie, w charakterze słuchacza Kursu 1932/34. 1 listopada 1934, po ukończeniu kursu i otrzymaniu dyplomu naukowego oficera dyplomowanego, został przeniesiony do Dowództwa Okręgu Korpusu Nr VII w Poznaniu. W październiku 1935 został przeniesiony do 8 Dywizji Piechoty w Modlinie na stanowisko szefa sztabu. Na stopień podpułkownika został mianowany ze starszeństwem z 19 marca 1937 i 33. lokatą w korpusie oficerów piechoty.
W czasie kampanii wrześniowej 1939 walczył na stanowisku szefa sztabu 8 DP. Wziął udział w obronie Modlina. Po kapitulacji załogi twierdzy dostał się do niemieckiej niewoli. Początkowo przebywał w Oflagu IV C Colditz. 22 maja 1940 został przeniesiony do Oflagu II A Prenzlau, 14 listopada tego roku do Oflagu II B Arnswalde, a 15 maja 1942 do Oflagu II D Gross-Born . 
W 1945, po uwolnieniu z niewoli, emigrował do Stanów Zjednoczonych Ameryki. W 1957 wrócił do Polski. Zamieszkał w Poznaniu. Tam 26 maja 1976 zmarł. Został pochowany na cmentarzu parafialnym św. Jana Vianneya (kwatera św. Łazarza-23-5).
Kazimierz Marczewski w 1919 zawarł związek małżeński z Wandą Kalinowską, z którą miał dwie córki: Bożenę (ur. 28 lutego 1922) oraz Nikę (ur. 4 lutego 1927).

## Ordery i odznaczenia
- Krzyż Srebrny Orderu Wojskowego Virtuti Militari nr 7145 – 17 maja 1922[5][4][1]
- Krzyż Niepodległości – 9 listopada 1931 „za pracę w dziele odzyskania niepodległości”[22][23]
- Krzyż Kawalerski Orderu Odrodzenia Polski – 10 listopada 1938 „za zasługi na polu pracy społecznej”[24]
- Krzyż Walecznych trzykrotnie[4]: po raz czwarty 29 września 1939 przez gen. dyw. Juliusza Rómmla[25]
- Złoty Krzyż Zasługi – 10 listopad 1928[26][4][23]